# Rua Heitor Penteado
Rua Heitor Penteado est une importante voie à la zone ouest de la ville de São Paulo.

## Situation et accès
Elle relie la région de l'avenue Paulista et l'avenue Dr Arnaldo à Lapa et Alto de Pinheiros.
La rua Heitor Penteado passe à proximité des quartiers de Perdizes, Sumarezinho, Jardim das Bandeiras, Vila Madalena, Vila Anglo Brasileira et Alto de Pinheiros. Avant, la voie s'appelait Estrada do Araçá.
La rue est principalement résidentielle, principalement dans le tronçon entre l'avenue Dr Arnaldo et l'avenue Pompeia, où se trouve la station Vila Madalena, sur la ligne 2-Verte du métro de São Paulo.

## Origine du nom
Son nom est un hommage à l'avocat de Campinas Heitor Teixeira Penteado, né en 1878, qui fut conseiller de Campinas et directeur de la Banque de l'État de São Paulo, et qui mourut en 1947,.

## Historique
Elle s'appelait autrefois « Estrada do Araçá ».